# Лесбийское феминистское освобождение
Лесбийское феминистское освобождение (англ. Lesbian Feminist Liberation) — некоммерческая организация по защите прав лесбиянок в Нью-Йорке, основанная в 1972 году.

## Основание
В 1972 году, Комитет по освобождению лесбиянок вышел из состава Альянса гей-активистов, объяснив свой выход недостаточным вниманием в организации к проблемам лесбиянок и феминисток. Члены бывшего комитета основали организацию Лесбийское феминистское освобождение. Процессом руководила Джин О’Лири. В самом начале Лесбийское феминистское освобождение дистанцировалось от малочисленной группы Радикальных лесбиянок. Члены организации проводили собрания в бывшем пожарном депо на улице Вустер в районе Сохо, которое получило название «Пожарной части».

## Акции
В 1973 году лесбийские феминистки участвовали в кампании по лоббированию в городском совете Нью-Йорка добавления сексуальной ориентации в городское постановление по борьбе с дискриминацией. Двадцать пять членов организации посетили «Шоу Дика Каветта» и прервали его интервью с писателем Джорджем Гилдэром, который, по их мнению, был женоненавистником и лесбофобом.
Организация также провела демонстрацию с двумястами участниками и большим фальшивым динозавром бледно-лилового цвета возле Национального музея американской истории в знак протеста из-за сексизма среди сотрудников музея.
Члены организации устроили пикет у Линкольн-центра, где шёл фильм Райнера Вернера Фассбиндера «Горькие слёзы Петры фон Кант», который некоторые феминистки сочли оскорбительным из-за наличия в картине сцен с лесбийским БДСМ.
В начале 1970-х годов между лесбийскими феминистками и трансгендерами существовало недопонимание. Лесбийские феминистки выступили против участия трансвеститов на марше достоинства ЛГБТ в Нью-Йорке в 1973 году. Когда они раздавали листовки, Сильвия Ривера — транс-женщина из организации Уличные трансвеститы-революционеры взяла микрофон у ведущего Вито Руссо и выступила против этого мнения. Ривера рассказала о преследованиях и арестах уличных трансвеститов, некоторые из которых были активными участниками Стоунволлских бунтов. В ответ Джин О’Лири из Лесбийского феминистского освобождения обвинила дрэг-квинов в женоненавистничестве и подвергла критике марш из-за чрезмерного участия в нём мужчин. В ответ на это транс-женщина Ли Брюстер из Фронта освобождения Куинса осудила трансфобную позицию членов Лесбийского феминистского освобождения. Разъяренная толпа успокоилась только тогда, когда приехала Бетт Мидлер, которая услышала по радио в своей квартире в Гринвич-Виллидж о беспорядках на улице, взяла микрофон и спела песню «Друзья».
19 ноября 1973 года, после демонстрации на канале Эн-би-си эпизода «Цветы зла» в сериале «Женщина-полицейский», в котором три лесбиянки убивали пожилых людей в доме престарелых ради их денег, лесбийские феминистки устроили шок-акцию в штаб-квартире Эн-би-си в Нью-Йорке. Десять женщин вошли в здание с требованием встречи с вице-президентом канала Эрминио Травьесасом. Им было сказано, что он появится в своём офисе не раньше следующей недели. Женщины заявили о намерении дождаться встречи с ним и заняли его кабинет. Около семидесяти пяти активисток вышли на демонстрацию перед зданием канала. На следующее утро половина из них ушла. Оставшиеся протестантки развернули с балкона офиса вице-президента канала плакат длиной в двадцать футов с надписью «Лесбиянки против Эн-би-си». Они и уличные пикетчицы скандировали лозунги вроде «Эн-би-си работает против лесбиянок» и «Лесбиянки сидят внутри». Демонстрантки надеялись привлечь внимание федеральной прессы и полиции, но были проигнорированы, после чего покинули здание. Однако акция получила резонанс в местных СМИ и информационных агентствах. Эн-би-си пришлось снять эпизод с показа.
В 1974 году лесбийские феминистки, вместе с Нью-Йоркскими радикальными феминистками, участвовали в акциях по привлечению внимания женщин к маршу достоинства ЛГБТ в Нью-Йорке.